# Elezioni federali in Canada del 2021
Le elezioni federali in Canada del 2021 si sono tenute il 20 settembre per il rinnovo della Camera dei comuni, la camera bassa del parlamento canadese.
Le consultazioni hanno avuto luogo dopo lo scioglimento anticipato dell'assemblea, avvenuto il 15 agosto precedente da parte del governatore generale, su richiesta dello stesso Primo ministro uscente Trudeau. La tornata elettorale si è tenuta nel contesto della pandemia di COVID-19.
Nonostante l'obiettivo di governo di maggioranza dei liberali, si è configurato un quadro sostanzialmente simile alle elezioni del 2019, con poche variazioni in numero di seggi per partiti, che hanno confermato le loro posizioni. I maggiori movimenti si sono registrati tra le formazioni minoritarie: il Partito Verde, pur mantenendo i suoi due seggi, ha subito un'emorragia di consensi, mentre il Partito Popolare è salito al 4,9%, ma con il sistema maggioritario non ha ottenuto rappresentanza.
L'elezione ha quindi confermato il governo di minoranza del Partito Liberale con il Primo ministro Justin Trudeau. Per governare i liberali hanno poi negoziato un appoggio esterno con il Nuovo Partito Democratico.

## Sistema elettorale
I membri della Camera dei Comuni, l’unica ad essere eletta direttamente dal voto popolare, sono eletti tramite un sistema maggioritario secco, attuato in 338 collegi uninominali. Per vincere un seggio, dunque, è necessaria una semplice pluralità di voti in un determinato collegio.

## Risultati
| Partito Conservatore del Canada | 5 742 605  | 33,71 | 119 |  |  |  |
| Partito Liberale del Canada     | 5 556 491  | 32,62 | 159 |  |  |  |
| Nuovo Partito Democratico       | 3 036 030  | 17,82 | 25  |  |  |  |
| Blocco del Québec               | 1 301 831  | 7,64  | 33  |  |  |  |
| Partito Verde del Canada        | 398 775    | 2,34  | 2   |  |  |  |
| Partito Popolare del Canada     | 844 122    | 4,96  | –   |  |  |  |
| Altri (partiti minori)          | 83 194     | 0,49  | –   |  |  |  |
| Totale                          | 17 034 243 | 100   | 338 |  |  |  |
|                                 |            |       |     |  |  |  |
| Voti non validi                 | 175 568    | 1,02  |     |  |  |  |
| Votanti                         | 17 209 811 | 62,89 |     |  |  |  |
| Elettori                        | 27 366 297 |       |     |  |  |  |

| Riepilogo dei voti (+/- elezioni 2019)  | Riepilogo dei voti (+/- elezioni 2019) | Riepilogo dei voti (+/- elezioni 2019) | Riepilogo dei voti (+/- elezioni 2019) | Riepilogo dei voti (+/- elezioni 2019) | Riepilogo dei voti (+/- elezioni 2019) | Riepilogo dei voti (+/- elezioni 2019) |
| --------------------------------------- | -------------------------------------- | -------------------------------------- | -------------------------------------- | -------------------------------------- | -------------------------------------- | -------------------------------------- |
| Partito Conservatore del Canada         | Partito Conservatore del Canada        | Partito Conservatore del Canada        |                                        |                                        | 33,72%                                 | ▼ 0,62                                 |
| Partito Liberale del Canada             | Partito Liberale del Canada            | Partito Liberale del Canada            |                                        |                                        | 32,63%                                 | ▼ 0,49                                 |
| Nuovo Partito Democratico               | Nuovo Partito Democratico              | Nuovo Partito Democratico              |                                        |                                        | 17,82%                                 | ▲ 1,84                                 |
| Blocco del Québec                       | Blocco del Québec                      | Blocco del Québec                      |                                        |                                        | 7,64%                                  | ▼ 0,03                                 |
| Partito Popolare del Canada             | Partito Popolare del Canada            | Partito Popolare del Canada            |                                        |                                        | 4,94%                                  | ▲ 3,32                                 |
| Partito Verde del Canada                | Partito Verde del Canada               | Partito Verde del Canada               |                                        |                                        | 2,33%                                  | ▼ 4,22                                 |
| Altri                                   | Altri                                  | Altri                                  |                                        |                                        | 0,24%                                  | ━                                      |
| Riepilogo dei seggi (+/- elezioni 2019) |                                        |                                        |                                        |                                        |                                        |                                        |
|                                         |                                        |                                        |                                        |                                        |                                        |                                        |
| NDP - NPD                               | 25                                     | ▼ 2                                    |                                        | LPC - PLC                              | 159                                    | ▲ 2                                    |
| GPC - PVC                               | 2                                      | ▲ 1                                    |                                        | BQ                                     | 33                                     | ▲ 1                                    |
| CPC - PCC                               | 119                                    | ▼ 1                                    |                                        | PPC                                    | 0                                      | ━                                      |

- Nota: Il partito “Blocco del Québec”, pur ottenendo una percentuale minore di voti, ha ottenuto più seggi dei altri partiti con percentuali di voto popolare più alte, per via del fatto che il partito, essendo di tipo regionalista e molto forte in Québec, grazie al sistema del first-past-the-post in uso in Canada, ha ottenuto una pluralità di voti in vari distretti della provincia francofona (32,11%), cosa che gli ha permesso di guadagnare tali seggi, ma, a livello nazionale ha effettivamente ottenuto solo il 7,64% dei voti.